# 愛がいっぱい (Bon-Bon Blancoの曲)
「愛がいっぱい」（あいがいっぱい）は、Bon-Bon Blancoの9枚目のシングル。

## 内容
- 中部日本放送制作・TBS系「スウとのんのん」オープニング・テーマ。コロムビアミュージックエンタテインメント在籍最後のシングル。

## 収録曲
1. 愛がいっぱい
作詞：佐々木美和 作曲：KT・大島こうすけ　編曲：大島こうすけ
2. AGAIN
作詞：佐々木美和　作曲・編曲：大島こうすけ
3. 愛がいっぱい(DJ ME-YA REMIX feat. RIP TRAP)
Remix：DJ ME-YA
4. 愛がいっぱい(inst.)